# Amt Steinhöfel/Heinersdorf
Das Amt Steinhöfel/Heinersdorf mit Sitz in der Gemeinde Steinhöfel war ein  von 1992 bis 2003 existierendes Amt zunächst im Kreis Fürstenwalde, ab 1993 im Landkreis Oder-Spree (Brandenburg), in dem elf Gemeinden zu einem Verwaltungsverbund zusammengeschlossen waren. Im Zuge der Gemeindereform in Brandenburg wurde das Amt 2003 aufgelöst.

## Geographie
Das Amt Steinhöfel/Heinersdorf grenzte im Norden an das Amt Müncheberg, im Osten an das Amt Seelow-Land, im Südosten an das Amt Odervorland, im Süden an die Stadt Fürstenwalde/Spree und im Westen an das Amt Grünheide (Mark).

## Geschichte
Am 13. Juli 1992 erteilte der Minister des Innern des Landes Brandenburg seine Zustimmung zur Bildung des Amtes Steinhöfel/Heinersdorf. Als Zeitpunkt des Zustandekommens des Amtes wurde der 21. Juli 1992 festgelegt. Das Amt hatte seinen Sitz in der Gemeinde Steinhöfel und bestand zunächst aus zehn Gemeinden im damaligen Kreis Fürstenwalde:
1. Arensdorf
2. Beerfelde
3. Buchholz
4. Demnitz
5. Hasenfelde
6. Heinersdorf
7. Jänickendorf
8. Neuendorf
9. Schönfelde
10. Steinhöfel
11. Tempelberg

Zum 31. Dezember 2001 schlossen sich die Gemeinden Arensdorf, Beerfelde, Hasenfelde, Heinersdorf, Jänickendorf, Schönfelde, Steinhöfel und Tempelberg zur neuen Gemeinde Steinhöfel zusammen. Zum 26. Oktober 2003 wurden die Gemeinden Buchholz, Demnitz und Neuendorf im Sande in die Gemeinde Steinhöfel eingegliedert. Das Amt Steinhöfel/Heinersdorf wurde aufgelöst und die Gemeinde Steinhöfel amtsfrei. Die Gemeinde Neuendorf legte kommunale Verfassungsbeschwerde gegen ihre Eingliederung in die Gemeinde Steinhöfel vor dem Verfassungsgericht des Landes Brandenburg ein, die jedoch zurückgewiesen wurde. Das 1974 in die Gemeinde Schönfelde eingegliederte Gölsdorf erhielt den Status eine Ortsteils.
| Jahr      | 1992 | 1993 | 1994 | 1995 | 1996 | 1997 | 1998 | 1999 | 2000 | 2001 | 2002 |
| Einwohner | 4526 | 4671 | 4705 | 4700 | 4728 | 4711 | 4779 | 4762 | 4784 | 4739 | 4700 |

## Amtsdirektor
Erster und einziger Amtsdirektor des Amtes Steinhöfel/Heinersdorf war Wolfgang Funke.

## Belege
1. ↑  Bildung der Ämter Gartz/Oder, Bad Liebenwerda, Mühlberg/Elbe, Plessa, Märkische Schweiz, Premnitz, Rüdersdorf, Scharmützelsee, Steinhöfel/Heinersdorf, Elsterland, Kleine Elster und Falkenberg/Uebigau. Bekanntmachung des Ministers des Innern vom 21. Juli 1992. Amtsblatt für Brandenburg - Gemeinsames Ministerialblatt für das Land Brandenburg, 3. Jahrgang, Nummer 54, 31. Juli 1992, S. 970/1.
2. ↑  Bildung einer neuen Gemeinde Steinhöfel. Bekanntmachung des Ministeriums des Innern vom 12. Dezember 2001. Amtsblatt für Brandenburg - Gemeinsames Ministerialblatt für das Land Brandenburg, 12. Jahrgang, Nummer 52, 27. Dezember 2001, S. 899  PDF.
3. ↑  Sechstes Gesetz zur landesweiten Gemeindegebietsreform betreffend die Landkreise Dahme-Spreewald, Elbe-Elster, Oberspreewald-Lausitz, Oder-Spree und Spree-Neiße (6.GemGebRefGBbg) vom 24. März 2003, Gesetz- und Verordnungsblatt für das Land Brandenburg, I (Gesetze), 2003, Nr. 05, S. 93
4. ↑  Kommunales Verfassungsbeschwerdeverfahren der Gemeinde Neuendorf im Sande gegen die Eingliederung in die amtsfreie Gemeinde Steinhöfel
5. ↑  Dienstleistungsportal der Landesverwaltung des Landes Brandenburg: Gemeinde Steinhöfel
6. ↑  Beitrag zur Statistik. Landesbetrieb für Datenverarbeitung Land Brandenburg  Statistik. Historisches Gemeindeverzeichnis des Landes Brandenburg 1875 bis 2005 19.9 Landkreis Oder-Spree PDF